# Fervaches
Fervaches är en kommun i departementet Manche i regionen Normandie i norra Frankrike. Kommunen ligger i kantonen Tessy-sur-Vire som tillhör arrondissementet Saint-Lô. År 2018 hade Fervaches 348 invånare.

## Befolkningsutveckling
Antalet invånare i kommunen Fervaches
| Referens: INSEE |